# La Loi de la frontière
Pour plus de détails, voir Fiche technique et Distribution.
La Loi de la frontière (Hudutlarin kanunu) est un film turc réalisé par Ömer Lütfi Akad sorti en 1966.

## Fiche technique
- Titre : La Loi de la frontière
- Titre original : Hudutlarin kanunu
- Réalisation : Ömer Lütfi Akad
- Scénario : Ömer Lütfi Akad et Yılmaz Güney
- Musique : Nida Tüfekçi
- Photographie : Ali Ugur
- Montage : Ali Ün
- Production : Kadir Kesemen
- Société de production : Dadas Film
- Pays :  Turquie
- Genre : Drame
- Durée : 71 minutes

## Distribution
- Yılmaz Güney :  Hidir
- Pervin Par : Ögretmen Ayse
- Erol Tas : Ali Cello
- Tuncer Necmioglu : Aziz